# Accidente del Mil Mi-17 del Servicio de Fronteras de Azerbaiyán
Accidente del Mil Mi-17 del Servicio de Fronteras de Azerbaiyán, también conocido como Accidente de un helicóptero en Garaheybat (en azerí: "Qaraheybət" aviasiya poliqonunda helikopter qəzası), fue un accidente de un helicóptero militar del Servicio de Fronteras Estatales de Azerbaiyán ocurrido el 30 de noviembre de 2021, alrededor de las 10:40 horas (GMT+4), en el distrito de Khizi durante los vuelos de entrenamiento en el campo de aviación de Garaheybat.

## Incidente
El 30 de noviembre, alrededor de las 10:40 horas (GMT+4) durante los vuelos de entrenamiento en el campo de aviación de Garaheybat del distrito de Khizi un helicóptero militar Mil Mi-17 del Servicio de Fronteras Estatales de Azerbaiyán se estrelló.
Como resultado del accidente 2 soldados (el teniente coronel Emil Jafarov y el capitán Ramin Adilov) sobrevivieron al accidente, 12 personas murieron:
1. Coronel Fizuli Javadov
2. Mayor Emil Mayilov
3. Mayor Elbrus Ahmadov
4. Mayor Murad Mammadov
5. Mayor Emil Aliyev
6. Capitán del Servicio Médico Jeyhun Ahmadkhanov
7. Capitán Javid Bayramli
8. Capitán Khayyam Aliyev
9. Capitán Teymur Garaisayev
10. Teniente Abdulla Suleymanov
11. Teniente mayor Farid Naghiyev
12. Trabajador Elchin Nabiyev.

## Investigación
Según la investigación, evaluaciones de expertos el helicóptero MI-17-1V con el número de aeronave 20136 del Servicio de Fronteras Estatales de Azerbaiyán a las 10:16 del 30 de noviembre de 2021 desde una unidad militar no definida en el asentamiento de Sangachal para llevar a cabo un ejercicio de vuelo y tiro. Tras 17 minutos y 24 segundos de vuelo, el helicóptero se estrelló a las 10:33 horas al aterrizar en el recinto de helicópteros del centro de entrenamiento Garaheybat del Ministerio de Defensa en el territorio del distrito de Khizi.